# كارستن كوبس
كارستن كوبس (بالألمانية: Karsten Kobs) مواليد 16 سبتمبر 1971 في دورتموند، شمال الراين-وستفاليا، ألمانيا الغربية، هو رامي مطرقة ألماني. أفضل رقم شخصي له هو 82.78 م. مثل بلاده في الأولمبياد.

## سجل المنافسة
| العام                | المسابقة                                | المكان                        | المركز               | ملاحظة               |
| يمثل ألمانيا الغربية | يمثل ألمانيا الغربية                    | يمثل ألمانيا الغربية          | يمثل ألمانيا الغربية | يمثل ألمانيا الغربية |
| -------------------- | --------------------------------------- | ----------------------------- | -------------------- | -------------------- |
| 1989                 | بطولة أوروبا لألعاب القوى للناشئين 1989 | فارازدين، صربيا والجبل الأسود | 10                   | 62.02 م              |
| 1990                 | بطولة العالم للناشئين لألعاب القوى 1990 | بلوفديف، بلغاريا              | 4                    | 67.66 م              |
| يمثل ألمانيا         |                                         |                               |                      |                      |
| 1993                 | بطولة العالم لألعاب القوى 1993          | شتوتغارت                      | 16                   | 71.82 م              |
| 1994                 | بطولة أوروبا لألعاب القوى 1994          | هلسنكي                        | 10                   | 74.40 م              |
| 1995                 | الألعاب الجامعية الصيفية 1995           | فوكوكا                        | 7                    | 73.32 م              |
| 1995                 | بطولة العالم لألعاب القوى 1995          | غوتنبرغ                       | 16                   | 72.96 م              |
| 1996                 | الألعاب الأولمبية الصيفية 1996          | أتلانتا، الولايات المتحدة     | 18                   | 74.20 م              |
| 1997                 | بطولة العالم لألعاب القوى 1997          | أثينا                         | 9                    | 76.12 م              |
| 1998                 | بطولة أوروبا لألعاب القوى 1998          | بودابست، المجر                | 3                    | 80.13 م              |
| 1999                 | بطولة العالم لألعاب القوى 1999          | إشبيلية                       | 1                    | 80.24 م              |
| 2000                 | الألعاب الأولمبية الصيفية 2000          | سيدني                         | 31                   | 72.29 م              |
| 2000                 | نهائي الجائزة الكبرى لألعاب القوى 2000  | الدوحة                        | 3                    | 79.22 م              |
| 2001                 | بطولة العالم لألعاب القوى 2001          | إدمونتون                      | —                    |                      |
| 2002                 | بطولة أوروبا لألعاب القوى 2002          | ميونخ                         | 14                   | 77.44 م              |
| 2002                 | كأس العالم لألعاب القوى 2002            | مدريد، إسبانيا                | 3                    | 78.44 م              |
| 2003                 | بطولة العالم لألعاب القوى 2003          | باريس                         | 17                   | 75.55 م              |
| 2003                 | نهائي ألعاب القوى العالمي 2003          | ، المجر                       | 8                    | 74.18 م              |
| 2004                 | الألعاب الأولمبية الصيفية 2004          | أثينا                         | 8                    | 76.30 م              |
| 2004                 | نهائي ألعاب القوى العالمي 2004          | المجر                         | 7                    | 75.26 م              |
| 2006                 | بطولة أوروبا لألعاب القوى 2006          | غوتنبرغ، السويد               | 8                    | 77.93 م              |

## روابط خارجية
- كارستن كوبس على موقع الاتحاد الدولي لألعاب القوى (الإنجليزية)
- كارستن كوبس على موقع اللجنة الأولمبية الدولية (الإنجليزية)
- كارستن كوبس على موقع أوليمبيديا (الإنجليزية)